# Gruppo Ortles-Cevedale

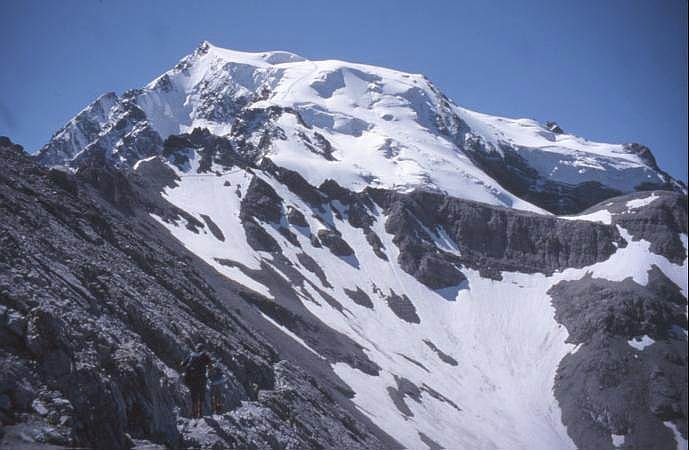
Ortler – najwyższy szczyt grupy

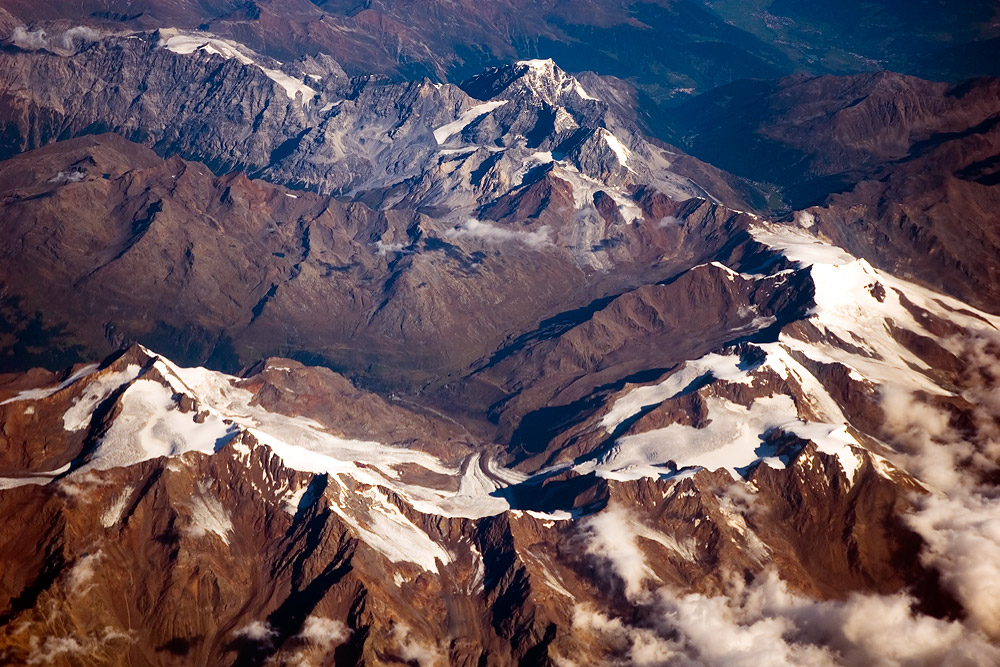
Najwyższe szczyty pasma – widok z powietrza

Gruppo Ortles-Cevedale, Ortler-Alpen – grupa górska w Alpach Wschodnich, na pograniczu Włoch i Szwajcarii. Nazwa łańcucha pochodzi od jego najwyższego szczytu – Ortlera, który osiąga wysokość 3905 m.
Łańcuch leży w Tyrolu Południowym, w prowincjach Trydent i Sondrio, w części włoskiej oraz w Gryzonii w części szwajcarskiej.
Ortler-Alpen oddzielone są od Alpi di Livigno (Livigno-Alpen) przez przełęcz Stelvio i dolinę rzeki Adda (Valtellina); od grupy Alpi dell’Adamello e della Presanella przez przełęcz Tonale; od Alp Ötztalskich przez dolinę rzeki Adygi (Vinschgau). 
Przed 1984 do Gruppo Ortles-Cevedale zaliczano położony na zachód od przełęczy Gavia łańcuch Gruppo Sobretta-Gavia.
W Ortler-Alpen biorą swój początek rzeki Adda, Oglio, Adyga i jej dopływ Noce.

## Szczyty
Najwyższe szczyty Ortler-Alpen to:
- Ortler (Ortles) 3905 m
- Gran Zebrú (Königspitze) 3857 m
- Cevedale 3774 m
- Monte Zebrú 3735 m
- Palòn de la Mare 3705 m
- Punta San Matteo 3692 m
- Punta Thurwieser (Thurwieserspitze) 3652 m
- Monte Vioz 3645 m
- Pizzo Tresero 3594 m
- Trafoier Eiswand (Cima di Trafoi) 3565 m
- Monte Pasquale (Osterberg) 3553 m
- Vertainspitze (Cima Vertana) 3545 m
- L'Angelo Grande (Hohe Angelusspitze) 3521 m